# Hannes Kirchler
Hannes Kirchler (Merano, 22 dicembre 1978) è un ex discobolo italiano.

## Biografia

### L'adolescenza
Da adolescente, ha praticato contemporaneamente vari sport: calcio, come difensore centrale nella squadra di calcio del Maia Alta, pallamano, come mezzala sinistra nel Merano Handball e atletica leggera, come lanciatore.
Tre allenamenti giornalieri in tre differenti discipline erano diventati troppi, e dovendo effettuare una scelta, scelse il lancio del disco.

### Lancio del disco

#### Gli inizi (1997-2004)
Cresciuto nella SC Merano, allenato agli inizi da Karl-Heinz Huber, è passato poi sotto la guida di Norbert Menz e infine di Franco Mareso.
Buon prospetto in età giovanile, era stato reclutato dai Carabinieri già nel 2000.
Lo stesso anno, nel mese di agosto, si ruppe però il tendine rotuleo del ginocchio sinistro, fermandolo nell'attività agonistica per un intero anno.
Dopo aver recuperato la forma, nella stagione 2002 si è stabilizzato su buone misure, conquistando anche il terzo posto ai campionati nazionali, quell'anno a Viareggio.
Nel 2003, dopo il terzo posto ai campionati nazionali invernali, si merita la prima convocazione in nazionale alla Coppa Europa invernale di lanci, dove conclude la gara in sedicesima posizione con la misura di 58,22 metri.
Dal 2004 si è affidato alla guida tecnica di Silvano Simeon, già in precedenza suo allenatore nei raduni federali.
Sarà proprio nella stagione 2004 che riuscì a superare per la prima volta il muro dei 60 metri, al Meeting 1º maggio di Palmanova, con un lancio a 60,75 m.
Sul finire del mese di maggio riuscì a incrementare ulteriormente la sua prestazione portando il proprio personale a 62,13 metri.
Dal 2013 il suo nuovo allenatore diventa Diego Fortuna ex compagno di squadra C.S. Carabinieri e uno dei più importanti discoboli italiani di sempre e quinto posto ai Campionati europei di Budapest 1998.

#### L'affermazione (2005-2009)
Nel 2005, dopo la sua partecipazione in Coppa Europa invernale di lanci, che lo vide concludere in settima posizione, il suo lancio a 62,72 metri, ottenuto a Milano il 1º giugno, lo fece entrare per la prima volta nelle prime 50 posizioni della graduatoria mondiale dell'anno.
Poco dopo riuscì finalmente ad affermarsi a livello nazionale conquistando il suo primo titolo italiano.
Il 30 giugno partecipò ai XV Giochi del Mediterraneo senza però ottenere nessuna misura valida.
Dopo la deludente gara in Coppa Europa invernale di lanci, che lo vide terminare la gara in diciottesima posizione, con un lancio di soli 56,67 metri, durante la stagione 2006 riuscì ancora a superare la quota dei 62 metri.
Il 29 giugno, a Malaga, ottenne uno dei suoi migliori risultati in carriera, finendo a un passo dal podio in Coppa Europa, a pochi centimetri dallo spagnolo Mario Pestano.
Viste le ottime prestazioni dell'anno e il fresco secondo titolo italiano, si meritò la partecipazione ai Campionati europei di Göteborg.
Sceso in pedana non riuscirà a fare meglio di 56,78 metri, misura che lo relegherà in diciannovesima posizione.
Nella stagione 2007 conquistò per la prima volta anche il titolo nazionale invernale. Il 17 marzo prese parte alla Coppa Europa invernale di lanci concludendo quarto con la misura di 61,58 metri.
Nei mesi di maggio e giugno riuscì a migliorare sensibilmente le sue prestazioni prima al Meeting Werfertage di Halle con un lancio a 63,29 metri, e poi a Bolzano dove colse un eccellente 65,01 metri, quarta miglior prestazione italiana di sempre nel lancio del disco, a soli 9 centimetri dal risultato del suo allenatore Silvano Simeon.
Forte di questi risultati, venne portato in Coppa Europa, dove colse la seconda posizione portando punti importanti per il ritorno in Super League della nazionale Italiana.
Nel mese di luglio fu chiamato a rappresentare l'Italia anche a Campionati del mondo di Osaka dove, pur lanciando oltre la fettuccia dei 60 metri, concluse solo ventunesimo.
A ottobre, termina la sua stagione con il quinto posto ai Giochi mondiali militari di Hyderabad, in India.
Nella stagione 2008, dopo l'undicesimo posto in Coppa Europa invernale di lanci, viene portato in Coppa Europa dove conclude sesto con un lancio a 59,00 metri.
Vincitore del titolo italiano con un lancio a 61,09 metri, partecipa per la prima volta a un'edizione delle Olimpiadi, a Pechino 2008.
Sceso in pedana si fermerà molto lontano dalle posizioni utili per il passaggio alla finale.
Nella stagione 2009, anche se riesce a esprimersi ancora su buoni livelli, superando i 63 metri a Donnas il 12 luglio, non viene convocato ai mondiali di Berlino.
Parteciperà comunque, come rappresentante della nazionale italiana, ai XVI Giochi del Mediterraneo dove arrivò quarto a pochi centimetri dalla medaglia di bronzo.
Termina la stagione il 9 settembre con i quinto posto al DécaNation, con un buon lancio a 61,01 metri.

#### Le delusioni (2010-2013)
Nel 2010, ai campionati nazionali invernali viene sopravanzato da Giovanni Faloci e Marco Zitelli.
Durante tutta la stagione gli verrà preferito il più giovane Faloci, anche se sarà Kirchler a vincere il titolo nazionale all'aperto.
Anche nella stagione 2011 si ripeterà la stessa situazione con Kirchler però spodestato anche a livello nazionale.
Sul finire del mese di luglio prese parte ai Giochi mondiali militari dove però arrivò solo sesto con un lancio a 57,46 metri.
Nella stagione 2012 decise d'intraprendere una sessione di allenamento negli Stati Uniti.
Nei mesi trascorsi negli "States" riuscì a trovare buone prestazioni superando la quota dei 62 metri al Triton Invitational di La Jolla.
Tornato in Europa però non riuscirà a esprimersi ancora su quelle misure arrivando addirittura terzo ai campionati nazionali.
Nella stagione 2013 prende parte per la prima volta in carriera a un meeting di lancio del disco al coperto, a Växjö in Svezia.
Nell'occasione riuscirà a lanciare fino alla misura di 59,13 metri.
Dopo alcune buone prestazioni a livello nazionale, giunto ai campionati italiani dovette accontentarsi della seconda posizione, battuto da Giovanni Faloci.

#### Il ritorno (2014-2015)
Nella stagione 2014, dopo il settimo posto in Coppa Europa invernale di lanci, viene convocato dalla nazionale Italiana a un raduno negli Stati Uniti insieme ai discoboli Giovanni Faloci, Federico Apolloni e al pesista Daniele Secci.
Nell'occasione riuscirà a distinguersi nelle varie gare disputate lanciando con regolarità oltre ai 62 metri, raggiungendo la misura di 63,33 metri a Chula Vista il 24 aprile.
Forte di questo ritrovato stato di forma, viene convocato agli Europei a squadre dove conclude con un buon settimo e ottimo risultato a 61,14 metri.
Il 20 luglio, a Rovereto, conquista il suo settimo titolo nazionale assoluto con la misura di 62,73 metri, dedicando la vittoria a Silvano Simeon, suo vecchio allenatore deceduto nel dicembre 2010.
Grazie a questa prestazione, e forte delle ottime prestazioni ottenute durante tutto l'anno, si è assicurato la partecipazione ai Campionati europei di Zurigo.
Il 12 agosto prende parte ai campionati europei di Zurigo. In qualificazione conclude ventiduesimo con la misura di 59,24 metri.
Il 4 luglio 2015 a Imperia, vince la gara con la misura di 61,39 m.

#### La prima finale: Campionati europei Amsterdam (2016-oggi)
Il 15 giugno 2016 a Tarquinia, si avvicina ai 65 m, con un lancio di 64,97 m, sfiorando il primato personale.
Il 5 dicembre 2020 annuncia il suo ritiro dall'attività agonistica, all'età di 41 anni.

### Attività extrasportive
La sua grande passione, al di fuori dello sport, è la musica: chitarra e vocalist in un gruppo “metal rock” che ha già fatto uscire due CD (“Close to Life” e “Angry Rooster”, che è anche l'originale denominazione del complesso, in pratica “Il Gallo Inc...to”).

## Progressione

### Lancio del disco
| Stagione | Misura  | Luogo           | Data      | Rank mond. |
| -------- | ------- | --------------- | --------- | ---------- |
| 2019     | 58,24 m | Albufeira       | 12-4-2019 |            |
| 2018     | 63,55 m | Tarquinia       | 13-6-2018 |            |
| 2017     | 62,60 m | Tarquinia       | 1-6-2017  |            |
| 2016     | 64,97 m | Tarquinia       | 15-6-2016 | 39º        |
| 2015     | 62,56 m | Castiglione     | 1-6-2015  | 56º        |
| 2014     | 63,33 m | Chula Vista     | 24-4-2014 | 48º        |
| 2013     | 62,69 m | Donnas          | 7-7-2013  | 56º        |
| 2012     | 62,04 m | La Jolla        | 28-4-2012 | 75º        |
| 2011     | 63,58 m | Tarquinia       | 9-6-2011  | 46º        |
| 2010     | 62,86 m | Donnas          | 10-7-2010 | 46º        |
| 2009     | 63,11 m | Donnas          | 12-7-2009 | 35º        |
| 2008     | 62,52 m | Formia          | 22-4-2008 | 57º        |
| 2007     | 65,01 m | Bolzano         | 4-6-2007  | 18º        |
| 2006     | 62,27 m | Donnas          | 18-6-2006 | 47º        |
| 2005     | 62,72 m | Milano          | 1-6-2005  | 47º        |
| 2004     | 62,13 m | Viterbo         | 20-5-2004 | 62º        |
| 2003     | 59,70 m | Vado Ligure     | 18-6-2003 | 98º        |
| 2002     | 59,85 m | Pergine         | 6-7-2002  | 99º        |
| 2001     | 54,29 m | Trento          | 2-9-2001  | 230º       |
| 2000     | 55,80 m | Ravenna         | 24-6-2000 | 220º       |
| 1999     | 55,32 m | Borgo Valsugana | 22-5-1999 | 243º       |
| 1998     | 53,70 m | Bolzano         | 1-6-1998  | 386º       |
| 1997     | 49,08 m | Grosseto        | 14-6-1997 | 472º       |
| 1996     | 45,42 m |                 |           |            |

### Lancio del disco indoor
| Stagione | Misura  | Luogo | Data      | Rank mond. |
| -------- | ------- | ----- | --------- | ---------- |
| 2013     | 59,13 m | Växjö | 16-3-2013 | 3º         |

### Getto del peso
| Stagione | Misura  | Luogo     | Data      | Rank mond. |
| -------- | ------- | --------- | --------- | ---------- |
| 2016     | 14,83 m | Plattling | 18-9-2016 |            |
| 2004     | 16,13 m |           |           |            |
| 2003     | 16,59 m | Trento    | 25-4-2003 | 461º       |
| 2002     | 16,42 m |           |           |            |
| 2001     | 15,60 m |           |           |            |
| 2000     | 16,46 m |           |           |            |
| 1999     | 15,17 m |           |           |            |
| 1998     | 15,82 m |           |           |            |
| 1997     | 14,71 m |           |           |            |
| 1996     | 14,77 m |           |           |            |

## Palmarès
| Anno | Manifestazione           | Sede           | Evento           | Risultato | Misura  | Note |
| ---- | ------------------------ | -------------- | ---------------- | --------- | ------- | ---- |
| 2006 | Giochi del Mediterraneo  | Almería        | Lancio del disco | ncl       |         |      |
| 2006 | Europei                  | Göteborg       | Lancio del disco | 18º (q)   | 56,78 m |      |
| 2007 | Mondiali                 | Osaka          | Lancio del disco | 21º (q)   | 60,34 m |      |
| 2007 | Giochi mondiali militari | Hyderabad      | Lancio del disco | 5º        | 58,61 m |      |
| 2008 | Olimpiadi                | Pechino        | Lancio del disco | 33º (q)   | 56,44 m |      |
| 2009 | Giochi del Mediterraneo  | Pescara        | Lancio del disco | 4º        | 60,93 m |      |
| 2011 | Giochi mondiali militari | Rio de Janeiro | Lancio del disco | 6º        | 57,46 m |      |
| 2014 | Europei                  | Zurigo         | Lancio del disco | 22º (q)   | 59,24 m |      |
| 2016 | Europei                  | Amsterdam      | Lancio del disco | 10º       | 60,18 m |      |
| 2018 | Giochi del Mediterraneo  | Tarragona      | Lancio del disco | Bronzo    | 60,64 m |      |
| 2018 | Europei                  | Berlino        | Lancio del disco | 18º (q)   | 60,42 m |      |

## Campionati nazionali
- 10 volte campione italiano nel lancio del disco (2005/2010, 2014/2017)
- 3 volte campione italiano invernale[19] nel lancio del disco (2007, 2014, 2017)

2002
- 6º ai Campionati italiani invernali di lanci, lancio del disco - 52,82 m
- Bronzo ai Campionati italiani assoluti, lancio del disco - 57,12 m

2003
- Bronzo ai Campionati italiani invernali di lanci, lancio del disco - 56,70 m
- Bronzo ai Campionati italiani assoluti, lancio del disco - 59,61 m

2004
- Bronzo ai Campionati italiani invernali di lanci, lancio del disco - 55,56 m
- Bronzo ai Campionati italiani assoluti, lancio del disco - 57,37 m

2005
- Oro ai Campionati italiani assoluti, lancio del disco - 60,84 m

2006
- Argento ai Campionati italiani invernali di lanci, lancio del disco - 57,38 m
- Oro ai Campionati italiani assoluti, lancio del disco - 60,33 m

2007
- Oro ai Campionati italiani invernali di lanci, lancio del disco - 61,45 m
- Oro ai Campionati italiani assoluti, lancio del disco - 60,14 m

2008
- Oro ai Campionati italiani assoluti, lancio del disco - 61,09 m

2009
- Oro ai Campionati italiani assoluti, lancio del disco - 60,35 m

2010
- Bronzo ai Campionati italiani invernali di lanci, lancio del disco - 58,34 m
- Oro ai Campionati italiani assoluti, lancio del disco - 61,46 m

2011
- Argento ai Campionati italiani assoluti, lancio del disco - 58,99 m

2012
- Bronzo ai Campionati italiani assoluti, lancio del disco - 57,79 m

2013
- Argento ai Campionati italiani assoluti, lancio del disco - 61,73 m

2014
- Oro ai Campionati italiani invernali di lanci, lancio del disco - 58,53 m
- Oro ai Campionati italiani assoluti, lancio del disco - 62,73 m

2015
- Bronzo ai Campionati italiani invernali di lanci, lancio del disco - 57,63 m
- Oro ai campionati italiani assoluti, lancio del disco - 60,25 m

2016
- Oro ai campionati italiani assoluti, lancio del disco - 62,34 m

2017
- Oro ai Campionati italiani invernali di lanci, lancio del disco - 59,27 m
- Oro ai campionati italiani assoluti, lancio del disco - 60,50 m

2018
- Argento ai campionati italiani assoluti, lancio del disco - 59,09 m

## Altre competizioni internazionali
2003
- 16º in Coppa Europa invernale di lanci ( Gioia Tauro), lancio del disco - 58,22 m

2005
- 7º in Coppa Europa invernale di lanci ( Mersin), lancio del disco - 59,10 m

2006
- 18º in Coppa Europa invernale di lanci ( Tel Aviv), lancio del disco - 56,67 m
- 4º in Coppa Europa ( Malaga), lancio del disco - 61,88 m

2007
- 4º in Coppa Europa invernale di lanci ( Jalta), lancio del disco - 61,58 m
- Argento in Coppa Europa (First League) ( Milano), lancio del disco - 61,88 m
- 11º Meeting de Atletismo Madrid ( Madrid), lancio del disco - 59,37 m

2008
- 13º in Coppa Europa invernale di lanci ( Spalato), lancio del disco - 58,31 m
- 6º in Coppa Europa ( Annecy), lancio del disco - 59,00 m

2009
- 5º al DécaNation ( Parigi), lancio del disco - 61,01 m

2012
- 12º al OTC-Pre-Olympic Series ( La Jolla), lancio del disco - 60,87 m
- 11º al OTC-Pre-Olympic Series I ( La Jolla), lancio del disco - 60,50 m
- 10º al UC San Diego Triton Invitational ( La Jolla), lancio del disco - 62,04 m
- 7º al OTC-Pre-Olympic Series II ( San Diego), lancio del disco - 58,48 m
- 8º al Golden Gala ( Roma), lancio del disco - 57,74 m
- 7º al I Global Throwing Meeting ( Helsingborg), lancio del disco - 59,76 m
- 6º al II Global Throwing Meeting ( Helsingborg), lancio del disco - 60,49 m
- al 17º Meeting Via col... Vento ( Donnas), lancio del disco - 60,32 m

2013
- al World Indoor Throwing Gala ( Växjö), lancio del disco - 59,13 m
- 8º al Hallesche Halplus Werfertage 2013 ( Halle), lancio del disco - 60,98 m
- Bronzo al Memorial Primo Nebiolo ( Torino), lancio del disco - 61,51 m
- al 18º Meeting Via col... Vento ( Donnas), lancio del disco - 62,69 m
- al 24º Meeting Sport Solidarietà ( Lignano Sabbiadoro), lancio del disco - 59,19 m
- al 9º Meeting di Brugnera ( Brugnera), lancio del disco - 61,18 m

2014
- 7º in Coppa Europa invernale di lanci ( Leiria), lancio del disco - 60,89 m
- 4º all'OTC Thursday Invitational ( Chula Vista), lancio del disco - 63,33 m
- 4º al UC San Diego Triton Invitational ( La Jolla), lancio del disco - 63,06 m
- Argento al XX Adidas/Steve Scott Invitational ( Irvine), lancio del disco - 62,42 m
- 9º al Golden Gala ( Roma), lancio del disco - 59,51 m
- al 34º Meeting di Pentecoste ( Bolzano), lancio del disco - 63,21 m
- 7º agli Europei a squadre ( Braunschweig), lancio del disco - 61,14 m
- 4º al 19º Meeting Via col... Vento ( Donnas), lancio del disco - 59,37 m
- 6º al Rieti Meeting ( Rieti), lancio del disco - 60,54 m

2015
- 4º agli Europei a squadre ( Čeboksary), lancio del disco - 59,03 m
- 5º al Palio della Quercia ( Rovereto), lancio del disco - 58,60 m
- 4º al DécaNation ( Parigi), lancio del disco - 55,13 m

2017
- 9º in Coppa Europa invernale di lanci ( Las Palmas), lancio del disco - 59,54 m